# Nikolai Kridener
Baronul Nikolai Pavlovich Kridener (rusă: Николай Павлович Криденер, germană Nikolai Karl Gregor Freiherr von Krüdener) (1811 - 1891) a fost un general de infanterie rusă. A absolvit Academia de Inginerie Nikolayevsk în 1828 și după absolvire a fost numit ofițer. În 1833 a intrat la Academia Militară Imperială, iar după absolvire a devenit general al armatei, unde a fost responsabil de diverse sarcini administrative. În 1848 a preluat comanda regimentului Prințul Eugen de Württemberg. În 1858 a fost la comanda regimentului grenadier Keksgolm. Promovat general-maior în 1859, a preluat comanda Regimentului de Gardă Imperială Rus Volyn.
S-a aflat la comanda Corpului de Armată a IX-a în timpul Războiului Ruso-Turc din 1877-1878 și a cucerit orașul Nicopole, pentru care a fost decorat cu Ordinul Sfântului Gheorghe, clasa a III-a. Ulterior, a fost la comanda forțelor ruse în prima bătălie de la Plevna pe 20 iulie 1877, dar a fost învins. Apoi, a participat la asediul de la Plevna.
După război, Kridener a fost responsabil de forțele militare din Varșovia. A murit în 1891.